# Gnaeus Minicius Faustinus (Konsul 117)

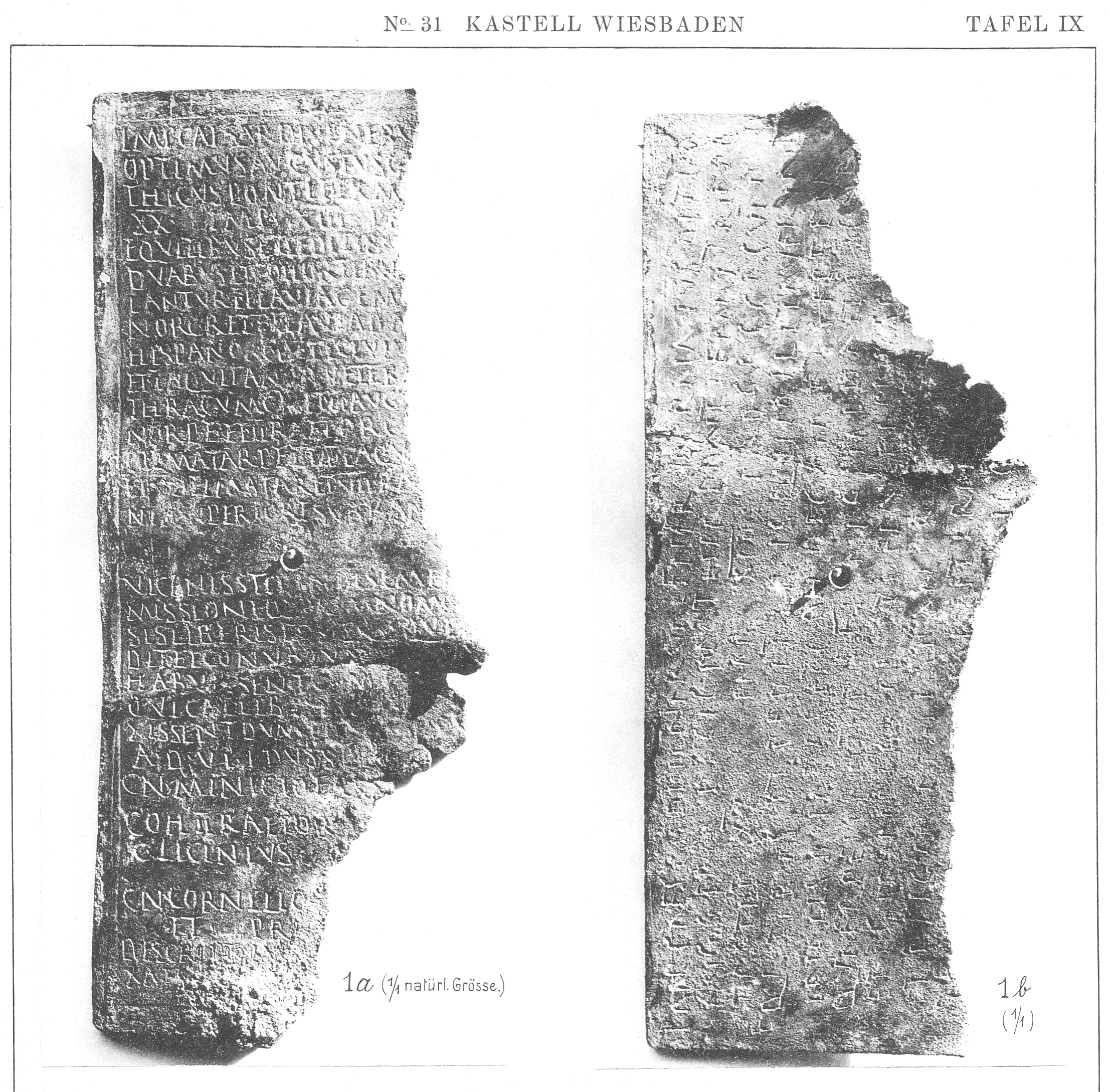
Das Militärdiplom vom 8. September 117 n. Chr.

Gnaeus Minicius Faustinus war ein im 1. und 2. Jahrhundert n. Chr. lebender Angehöriger des römischen Senatorenstandes.
Durch eine unvollständig erhaltene Inschrift in griechischer Sprache, die in Philippopolis gefunden wurde und die auf 116/117 datiert ist, ist ein Statthalter (Legatus Augusti pro praetore) der Provinz Thracia belegt, von dessen Namen in der Inschrift aber nur der Vorname erhalten ist. Bei diesem Statthalter handelt es möglicherweise um Faustinus, der die Provinz vermutlich in den Amtsjahren von 114/115 bis 116/117 verwaltete.
Durch ein Militärdiplom, das auf den 8. September 117 datiert ist, ist belegt, dass Faustinus 117 Suffektkonsul war. Der Name des zweiten Konsuls ist in dem Diplom nicht erhalten. Die beiden Konsuln amtierten wahrscheinlich vom 1. September bis Ende Oktober.